# Дяченко Іван Іванович
Дяченко Іван Іванович (01. 07. 1918, с. Говтва Козельщинського району Полтавської області — 05.03.2006, м. Полтава) — український педагог, учитель математики середньої школи № 3 м. Полтави (1953—1990), директор середньої школи № 3 м. Полтави (1953—1986), Заслужений вчитель Української РСР (1974)

## Біографія
Дяченко Іван Іванович народився 1 липня 1918 року в селі Говтва Козельщинського району Полтавської області. Батьки Іван Данилович та Парасковія Ільківна Дяченки походили з козацького роду.
З 1927 по 1934 рік — учень Говтвянської семирічної школи.
У 1934—1937 роках навчався на робітничому факультеті при Кременчуцькому педагогічному інституті.
1937—1941 роки — студент Полтавського педагогічного інституту.
З 1 січня 1941 року перейшов із 4-го курсу інституту на посаду вчителя математики Бреусівської середньої школи Козельщинського району. Державні іспити за повний курс навчання у виші склав екстерном улітку 1941 року.
З 1 вересня 1941 року служив у лавах Радянської армії рядовим бійцем сапером-мінопідривником, писарем, начальником інтендантської служби 209-го батальйону мотоінженерного корпусу, помічником начальника продовольчої служби бригади. Військове звання — старшина.
Воював у складі Воронезького та 1-го Українського фронтів під Сталінградом, на Курській дузі, брав участь у визволенні України, у боях на території Польщі, Чехословаччини, Німеччини. Війну закінчив у Австрії. Демобілізувався в жовтні 1945 року.
За відмінні бойові дії старшина Дяченко неодноразово відзначений подяками військового командування. За хоробрість, стійкість і мужність нагороджений орденом Вітчизняної війни II ступеня, медалями «За бойові заслуги», «За визволення Праги», «За перемогу над Німеччиною у Великій Вітчизняній війні 1941—1945 рр.».
Іван Іванович Дяченко з 1 січня по вересень 1946 року вчителював у Говтвянській середній школі Козельщинського району. З лютого 1946-го по лютий 1949 року працював штатним пропагандистом Козельщинського райкому партії. З лютого 1949-го по серпень 1953 року завідував відділом народної освіти Сенчанського району Полтавської області, працював учителем математики.
З 1953 по 1986 рік викладав математику і очолював Полтавську середню школу № 3.
За час його керівництва заклад отримав статус школи з поглибленим вивченням англійської мови, було добудовано спортивний зал, майстерні.
Як керівник освітнього закладу Іван Іванович ставив за мету поповнити педагогічний колектив учителями, здатними озброїти школярів знаннями, визначеними навчальними програмами, виховати гідних громадян. Домогтися єдності у навчально-виховному процесі дітей, учителів та батьків. Постійно підтримувати культ знань. Налагодити гуманні стосунки в середовищі педагогів, учнів, між учнями та вчителями. Він неодноразово підкреслював, що учень має бачити у кожному вчителеві старшого товариша й доброго наставника. А кожен учитель має сприймати учня як майбутнього будівничого, вміло підготувати його до творчої діяльності.
За заслуги в розвитку освіти Президія Верховної Ради Української РСР Указом від 11 липня 1974 року присвоїла почесне звання Заслуженого вчителя Української РСР Дяченку Івану Івановичу — вчителеві, директору середньої школи № 3 імені А. В. Луначарського м. Полтави.
Крім бойових нагород, Іван Іванович Дяченко був відзначений орденами Жовтневої революції, «Знак Пошани», «За мужність» та багатьма медалями.
З липня 1986 року до виходу на пенсію у вересні 1990 року Іван Іванович працював у СШ № 3 учителем математики.
Пішов у засвіти Іван Іванович Дяченко 05 березня 2006 року.

## Нагороди та відзнаки
- Орден Вітчизняної війни II ступеня

- Орден Жовтневої революції

- Орден «Знак Пошани»

- Орден «За мужність»

- Медаль «За бойові заслуги»

- Медаль «За визволення Праги»

- Медаль «За перемогу над Німеччиною у Великій Вітчизняній війні 1941—1945 рр.».

- Заслужений вчитель УРСР